# Zenger (Adelsgeschlecht)

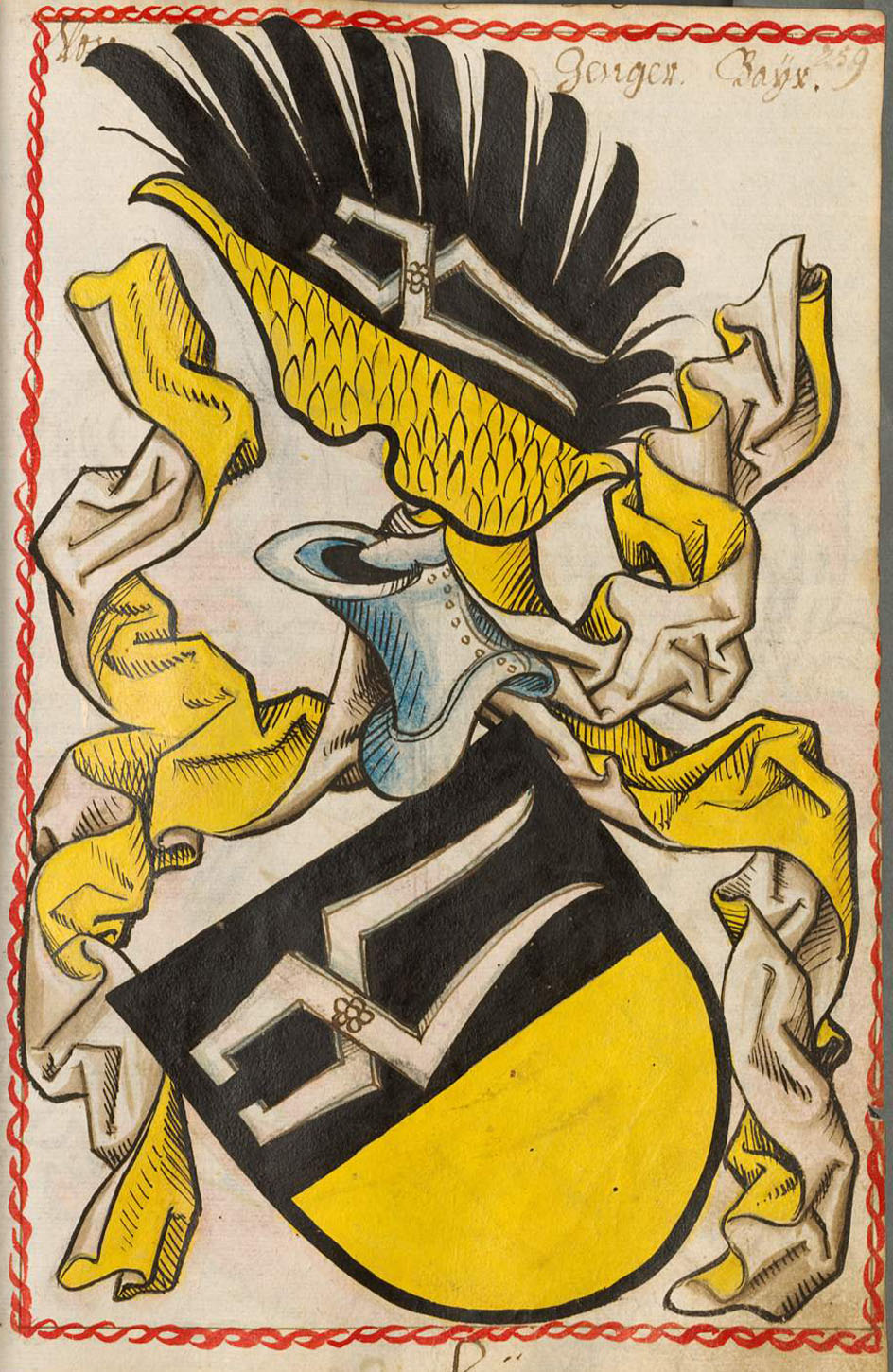
Wappen der Zenger, ca. 1450, Scheiblersches Wappenbuch

Die Zenger (auch: Szenger, Czenger, Tschenger, Tzenger) waren ein weitverzweigtes bayerisches Adelsgeschlecht des 12. bis 17. Jahrhunderts mit ausgedehnten Besitzungen in der Oberpfalz und in Niederbayern.

## Stammsitz der Zenger
Über den Stammsitz der Zenger gibt es unterschiedliche Meinungen. Nimmt man für Burg Zangenstein an, dass die im 14. Jahrhundert durch Otto Zenger erbaute Burg Zangenstein eine Vorläuferburg hatte für die Otto von Zangenstein 1099 erwähnt wurde, kommt diese als ursprünglicher Stammsitz in Betracht.
Die Veste Nabburg bestand schon im 11. Jahrhundert. Sie käme als ein Stammsitz der Zenger in Frage.
Eine andere Meinung nimmt Schloss Fronhof, das bereits im ältesten, gegen Ende des 14. Jahrhunderts verfassten, leuchtenbergischen Lehenbuch erwähnt wurde, als Stammsitz der Zenger an. Auf Fronhof saßen 1308 Heinrich V. (93) Zenger, 1356, 1360 und 1363 Friedrich (97) Zenger, 1359 und 1396 Jordan IV. (104) Zenger, 1377 und 1378 Andre Zenger und 1383 und 1388 Allt Zenger.

## Wappen
Charakteristisch für die Wappen der Zenger ist eine Schmiedzange. Das Wappenschild ist zweigeteilt. Im oberen Feld die Zange, das untere Feld golden.
Das Schild ist geschmückt mit einem oder zwei gekrönten Helmen, Adlerflügeln mit Zange und teilweise mit einem Rüden mit vorgeschlagener Zunge.
Die Schmiedzange taucht teilweise auch in den Wappen der ehemaligen Besitzungen und Burgen der Zenger auf. Das Wappen der Zenger befindet sich auch am Isartor in München. Am Isartor wurden alle Wappen der Ritter angebracht, die auf Seiten Ludwigs des Bayern bei der Schlacht bei Ampfing im Jahr 1322 kämpften.

Wappen von Thanstein
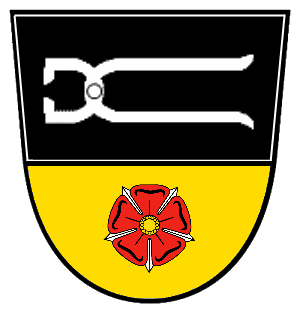
Wappen von Zangenstein
Wappen von Altenthann
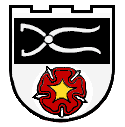
Wappen von Altenschwand (Bodenwoehr)
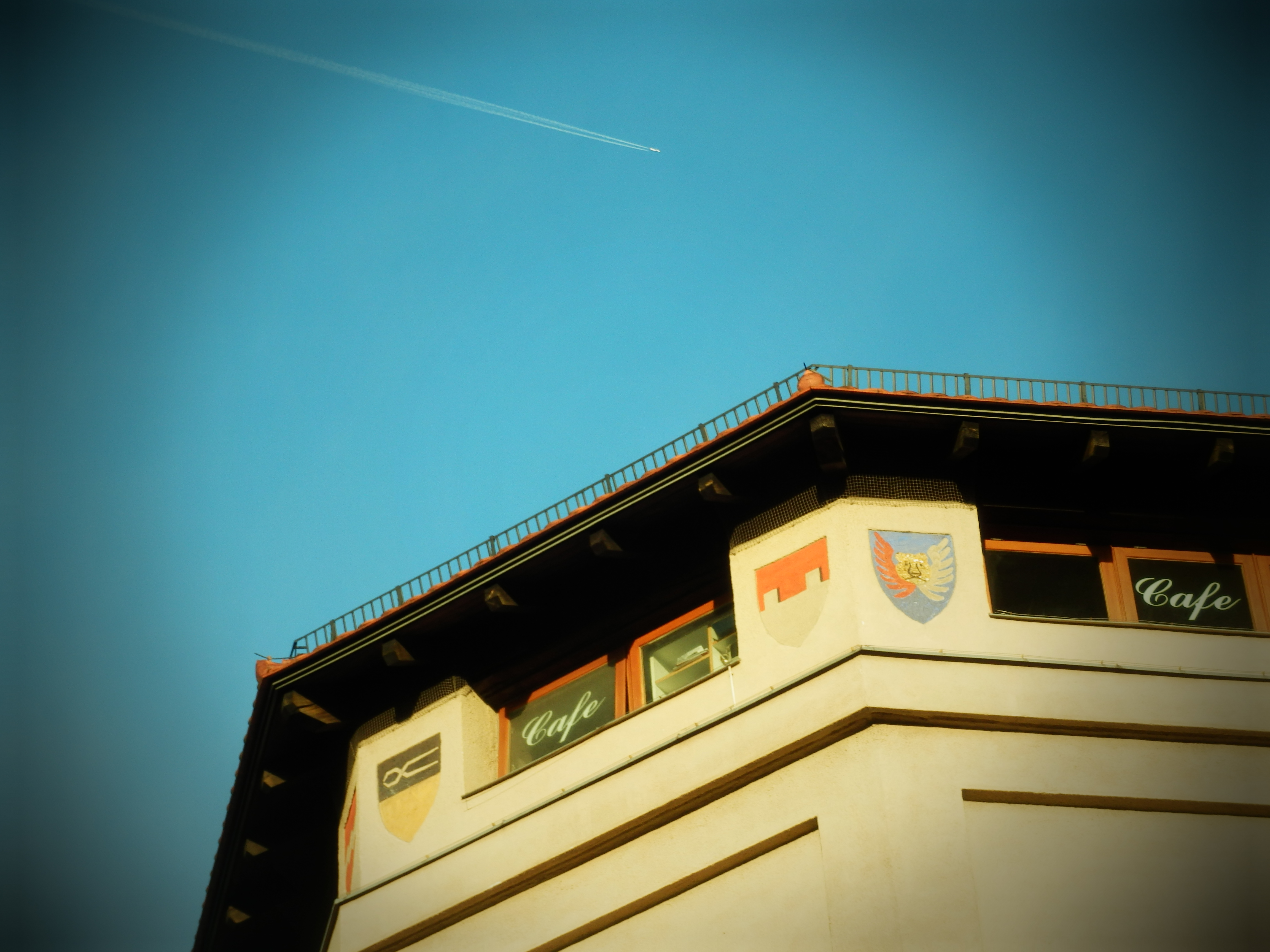
Wappen der Zenger (links) am Isartor in München

## Geschichte
Die Geschichte der Familie Zenger ist eng verflochten mit der Geschichte vieler Ortschaften der Oberpfalz vom 12. bis ins 16. Jahrhundert.
Ausgehend von Conrad I. (1) um 1271 blühte die Familie rasch auf und hatte im 14. Jahrhundert über 80 Familienangehörige, im 15. Jahrhundert noch an die 70 Familienangehörige, nahm dann im 16. Jahrhundert ziemlich schnell ab und erlosch Anfang des 17. Jahrhunderts.
Viele Angehörige des Geschlechtes der Zenger zeichneten sich aus durch große Tatkraft, Mut, Risikobereitschaft und das ständige energische Bestreben, ihren Besitz zu vergrößern.
Einige Zenger nahmen erfolgreich an Schlachten teil und wurden dafür von den Herrschern ausgezeichnet.
Einige Zenger wurden
- Burgmannen: Otto I. (3), Heinrich I. (6)
- Ritter: Marquart (12), Wolfhart III. zu Nabburg (16), Friedrich zu Trausnitz, Beilstein und Siegenstein (25), Wolfhart V. (27), Hartlieb zu Nabburg (57), Jordan II. zu Rottenstatt (89), Otto V. (118), Heinrich zu Schwarzenek (119), Hans der goldne Ritter zu Ekmühl, Thannstein und Lichtenwald (139), Heinrich zu Schwarzenek und Regenstauf (125), Hans zu Schwarzenek und Zangenstein (132), Parzival zum Lichtenwald und Adelmannstein (170), Wolfgang zum Lichtenwald (169), Urban, Ritter zu Lichtenwald und Adelmannstein (177).

Viele Zenger erwarben hohe Ämter und wurden
- Pfleger: Wolfhart I. (4), Ortlieb II. (8), Berthold (17), Wilhelm I. zu Steinberg und zum Haken (18), Wolfhart VI. zu Trausnitz und Zangenfels (30), Hans zum Schwarzenberg und zu Hegling (41), Christoph zum Schwarzenberg (42), Sigmund (52), Parzival zu Schwarzenek (109), Erhard I. zum Lichtenwald und zu Altenthann (144), Jobst II. zum Thannstein (146), Georg zum Thannstein (147), Jobst III. zum Thannstein (151), Georg zum Schneeberg und zum Thannstein (162), Wolfgang zum Lichtenwald (169), Michael zum Lichtenwald (174), Parzival zum Lichtenwald und Adelmannstein (191)
- Dienstmann: Rüger (15)
- Richter: Heinrich II. (13), Ulrich (9), Friedrich zu Trausnitz, Beilstein und Siegenstein (25), Heinrich III. zu Veldorf (58), Parzival zu Schwarzenek (109), Heinrich VIII. (105) zu der Rotenstatt und zu Forchtenberg, Georg zum Schneeberg und zum Thannstein (162), Hans (175), Urban, Ritter zu Lichtenwald und Adelmannstein (177), Otto zum Thannstein (156)
- Hofrat: Tristram (53), Georg zu Regenstauf (131), Erhard I. zum Lichtenwald und zu Altenthann (144), Parzival zum Lichtenwald und Adelmannstein (191), Sebastian (189)
- Burggraf: Otto II. zu Niedermurach (72)
- Vizedom: Heinrich V. zu Fronhof und zu Schwarzeneck (93), Hans zum Thannstein und Trüftelfing (164), Wiguleus zu Lichtenwald und Adelmannstein (179)
- Hofmarschall: Berthold (17), Urban, Ritter zu Lichtenwald und Adelmannstein (177)
- Hofmeister: Otto VI. zu Kefring (138).

Stets schienen Angehörige der Zenger zur Stelle, wenn Adlige des 12. und 13. Jahrhunderts auf Grund ihrer Schulden ihren Besitz verkaufen oder als Pfand geben mussten.
Auf diese Weise vergrößerten sie rasch ihren Besitz und ihren Einflussbereich auf ausgedehnte Ländereien und viele Burgen in der Oberpfalz und auf angrenzende Gebiete in Nieder- und Oberbayern und in Franken.
Um die durch ständige Zukäufe von Burgen und Ländereien entstehenden Schulden zu decken und aus Lust am Kampf und an der Wegelagerei, betätigten sich einige Zenger (Wolfhart VI. zu Trausnitz und Zangenfels (30), Parzival zu Schwarzenek (109), Hans der goldne Ritter zu Ekmühl, Thannstein und Lichtenwald (139)) als Raubritter, ohne den daraus folgenden Konflikt mit den Herrschern zu scheuen.
Einige Zenger wählten den geistlichen Stand und wurden
- Pfarrer: Wolfhart IV. (24), Hans (100)
- Domherren: Erhard (28), Wolf (49), Erhard III. (171), Heimeran zu Hettenbach (179), Hans zum Thannstein (154), Rupprecht (194), Wiguleus zu Lichtenwald und Adelmannstein (179), Georg (184)
- Nonnen: Anna (45), Elisabeth (121), Margarethe (o)
- Stiftsdamen: Beatrix (29), Barbara (116), Barbara (152)
- Äbtissinnen: Beatrix (178), Benigna (180)
- Priorinnen: Margareth (56).

Besonders im 16. Jahrhundert nahm die Zuwendung der männlichen Zenger zum geistlichen Stand zu, was das Aussterben des Geschlechtes beschleunigte.
Durch Heirat waren die Zenger mit vielen anderen bedeutenden Adelsgeschlechtern verwandt.

## Stammbaum der Zenger
Der hier aufgezeichnete Stammbaum der Familie Zenger und die im Artikel benutzten Nummerierungen in Klammern richten sich nach dem Stammbaum in Johann Ferdinand Huschberg, Das adelige Geschlecht der Zenger, hg. v. F. Hüttner, in: VHVNdb 37, 1901, S. 1–88.
Die von Huschberg nicht nummerierten Zenger sind mit Kleinbuchstaben in Klammern gekennzeichnet.

### Früheste Erwähnungen der Zenger (948 bis 1238)
Die folgenden frühesten Erwähnungen der Zenger sind nicht gesichert.
948 wurde eine Frau Wolfhild Zenger (a) erwähnt, die ihren Ehemann Jacob von Sandizell auf das Turnier zu Costnitz oder Constanz begleitete.
Von einem Otto von Zangenstein (b) wurde 1099 berichtet, dass er eine ewige Lampe in der Kirche zu Kätzelsdorf gestiftet habe. Nach schriftlichen Zeugnissen wurde die Burg Zangenstein aber erst im 14. Jahrhundert gegründet.
Haimeran (c) und Wolfgang Zenger (d) wurden für 1230 erwähnt und Conrad (v) und Otto (w) Zenger für 1238.

### Ursprung der Zenger
Conrad I. gilt als der Stammvater des Geschlechts der Zenger. Er ist der erste Zenger, der urkundlich zuverlässig bezeugt ist.
Die Söhne Conrads I. Ortlieb I., Wolfhart I. und Heinrich I. begründeten je eine Linie. Die Linie Ortliebs starb im 14. Jahrhundert aus, die Linie Wolfharts im 16. Jahrhundert und die Linie Heinrichs im 17. Jahrhundert.
|                             |                             |                             |                             |                             |                             |  |  | | | | | | |  |  |                          |                          |                          |                          |                          |                          |  |  | Conrad I. Zenger (um 1271) | Conrad I. Zenger (um 1271) | Conrad I. Zenger (um 1271)                         | Conrad I. Zenger (um 1271)                         | Conrad I. Zenger (um 1271)                         | Conrad I. Zenger (um 1271)                         |                                                    |                                                    |  |  |                         |                         | Tuta von Schönstein     | Tuta von Schönstein     | Tuta von Schönstein     | Tuta von Schönstein     | Tuta von Schönstein | Tuta von Schönstein |                               |                               |                               |                               |                               |                               |  |  |  |  |                                                                                                   |                                                                                                   |                                                                                                   |                                                                                                   |                                                                                                   |                                                                                                   |
|                             |                             |                             |                             |                             |                             |  |  | | | | | | |  |  |                          |                          |                          |                          |                          |                          |  |  | Conrad I. Zenger (um 1271) | Conrad I. Zenger (um 1271) | Conrad I. Zenger (um 1271)                         | Conrad I. Zenger (um 1271)                         | Conrad I. Zenger (um 1271)                         | Conrad I. Zenger (um 1271)                         |                                                    |                                                    |  |  |                         |                         | Tuta von Schönstein     | Tuta von Schönstein     | Tuta von Schönstein     | Tuta von Schönstein     | Tuta von Schönstein | Tuta von Schönstein |                               |                               |                               |                               |                               |                               |  |  |  |  |                                                                                                   |                                                                                                   |                                                                                                   |                                                                                                   |                                                                                                   |                                                                                                   |
|                             |                             |                             |                             |                             |                             |  |  | | | | | | |  |  |                          |                          |                          |                          |                          |                          |  |  |                            |                            |                                                    |                                                    |                                                    |                                                    |                                                    |                                                    |  |  |                         |                         |                         |                         |                         |                         |                     |                     |                               |                               |                               |                               |                               |                               |  |  |  |  |                                                                                                   |                                                                                                   |                                                                                                   |                                                                                                   |                                                                                                   |                                                                                                   |
|                             |                             |                             |                             |                             |                             |  |  | | | | | | |  |  |                          |                          |                          |                          |                          |                          |  |  |                            |                            |                                                    |                                                    |                                                    |                                                    |                                                    |                                                    |  |  |                         |                         |                         |                         |                         |                         |                     |                     |                               |                               |                               |                               |                               |                               |  |  |  |  |                                                                                                   |                                                                                                   |                                                                                                   |                                                                                                   |                                                                                                   |                                                                                                   |
| Ortlieb I. Zenger (um 1282) | Ortlieb I. Zenger (um 1282) | Ortlieb I. Zenger (um 1282) | Ortlieb I. Zenger (um 1282) | Ortlieb I. Zenger (um 1282) | Ortlieb I. Zenger (um 1282) |  |  | Otto I. (3) (1271, 1272, 1282 erwähnt, † vor 1288) Burgmann auf Burg Murach unter Herzog Ludwig dem Strengen | Otto I. (3) (1271, 1272, 1282 erwähnt, † vor 1288) Burgmann auf Burg Murach unter Herzog Ludwig dem Strengen | Otto I. (3) (1271, 1272, 1282 erwähnt, † vor 1288) Burgmann auf Burg Murach unter Herzog Ludwig dem Strengen | Otto I. (3) (1271, 1272, 1282 erwähnt, † vor 1288) Burgmann auf Burg Murach unter Herzog Ludwig dem Strengen | Otto I. (3) (1271, 1272, 1282 erwähnt, † vor 1288) Burgmann auf Burg Murach unter Herzog Ludwig dem Strengen | Otto I. (3) (1271, 1272, 1282 erwähnt, † vor 1288) Burgmann auf Burg Murach unter Herzog Ludwig dem Strengen |  |  |                          |                          |                          |                          |                          |                          |  |  |                            |                            | Wolfhart I. Zenger (um 1282) Pfleger zu Sternstein | Wolfhart I. Zenger (um 1282) Pfleger zu Sternstein | Wolfhart I. Zenger (um 1282) Pfleger zu Sternstein | Wolfhart I. Zenger (um 1282) Pfleger zu Sternstein | Wolfhart I. Zenger (um 1282) Pfleger zu Sternstein | Wolfhart I. Zenger (um 1282) Pfleger zu Sternstein |  |  | Adelheid (5) (vor 1299) | Adelheid (5) (vor 1299) | Adelheid (5) (vor 1299) | Adelheid (5) (vor 1299) | Adelheid (5) (vor 1299) | Adelheid (5) (vor 1299) |                     |                     | Heinrich Geiganter (vor 1299) | Heinrich Geiganter (vor 1299) | Heinrich Geiganter (vor 1299) | Heinrich Geiganter (vor 1299) | Heinrich Geiganter (vor 1299) | Heinrich Geiganter (vor 1299) |  |  |  |  | Heinrich I. Zenger (1271, 1272 erwähnt) Burgmann auf Burg Murach unter Herzog Ludwig dem Strengen | Heinrich I. Zenger (1271, 1272 erwähnt) Burgmann auf Burg Murach unter Herzog Ludwig dem Strengen | Heinrich I. Zenger (1271, 1272 erwähnt) Burgmann auf Burg Murach unter Herzog Ludwig dem Strengen | Heinrich I. Zenger (1271, 1272 erwähnt) Burgmann auf Burg Murach unter Herzog Ludwig dem Strengen | Heinrich I. Zenger (1271, 1272 erwähnt) Burgmann auf Burg Murach unter Herzog Ludwig dem Strengen | Heinrich I. Zenger (1271, 1272 erwähnt) Burgmann auf Burg Murach unter Herzog Ludwig dem Strengen |
| Ortlieb I. Zenger (um 1282) | Ortlieb I. Zenger (um 1282) | Ortlieb I. Zenger (um 1282) | Ortlieb I. Zenger (um 1282) | Ortlieb I. Zenger (um 1282) | Ortlieb I. Zenger (um 1282) |  |  | Otto I. (3) (1271, 1272, 1282 erwähnt, † vor 1288) Burgmann auf Burg Murach unter Herzog Ludwig dem Strengen | Otto I. (3) (1271, 1272, 1282 erwähnt, † vor 1288) Burgmann auf Burg Murach unter Herzog Ludwig dem Strengen | Otto I. (3) (1271, 1272, 1282 erwähnt, † vor 1288) Burgmann auf Burg Murach unter Herzog Ludwig dem Strengen | Otto I. (3) (1271, 1272, 1282 erwähnt, † vor 1288) Burgmann auf Burg Murach unter Herzog Ludwig dem Strengen | Otto I. (3) (1271, 1272, 1282 erwähnt, † vor 1288) Burgmann auf Burg Murach unter Herzog Ludwig dem Strengen | Otto I. (3) (1271, 1272, 1282 erwähnt, † vor 1288) Burgmann auf Burg Murach unter Herzog Ludwig dem Strengen |  |  |                          |                          |                          |                          |                          |                          |  |  |                            |                            | Wolfhart I. Zenger (um 1282) Pfleger zu Sternstein | Wolfhart I. Zenger (um 1282) Pfleger zu Sternstein | Wolfhart I. Zenger (um 1282) Pfleger zu Sternstein | Wolfhart I. Zenger (um 1282) Pfleger zu Sternstein | Wolfhart I. Zenger (um 1282) Pfleger zu Sternstein | Wolfhart I. Zenger (um 1282) Pfleger zu Sternstein |  |  | Adelheid (5) (vor 1299) | Adelheid (5) (vor 1299) | Adelheid (5) (vor 1299) | Adelheid (5) (vor 1299) | Adelheid (5) (vor 1299) | Adelheid (5) (vor 1299) |                     |                     | Heinrich Geiganter (vor 1299) | Heinrich Geiganter (vor 1299) | Heinrich Geiganter (vor 1299) | Heinrich Geiganter (vor 1299) | Heinrich Geiganter (vor 1299) | Heinrich Geiganter (vor 1299) |  |  |  |  | Heinrich I. Zenger (1271, 1272 erwähnt) Burgmann auf Burg Murach unter Herzog Ludwig dem Strengen | Heinrich I. Zenger (1271, 1272 erwähnt) Burgmann auf Burg Murach unter Herzog Ludwig dem Strengen | Heinrich I. Zenger (1271, 1272 erwähnt) Burgmann auf Burg Murach unter Herzog Ludwig dem Strengen | Heinrich I. Zenger (1271, 1272 erwähnt) Burgmann auf Burg Murach unter Herzog Ludwig dem Strengen | Heinrich I. Zenger (1271, 1272 erwähnt) Burgmann auf Burg Murach unter Herzog Ludwig dem Strengen | Heinrich I. Zenger (1271, 1272 erwähnt) Burgmann auf Burg Murach unter Herzog Ludwig dem Strengen |
|                             |                             |                             |                             |                             |                             |  |  | | | | | | |  |  |                          |                          |                          |                          |                          |                          |  |  |                            |                            |                                                    |                                                    |                                                    |                                                    |                                                    |                                                    |  |  |                         |                         |                         |                         |                         |                         |                     |                     |                               |                               |                               |                               |                               |                               |  |  |  |  |                                                                                                   |                                                                                                   |                                                                                                   |                                                                                                   |                                                                                                   |                                                                                                   |
| Linie Ortlieb I. Zenger     | Linie Ortlieb I. Zenger     | Linie Ortlieb I. Zenger     | Linie Ortlieb I. Zenger     | Linie Ortlieb I. Zenger     | Linie Ortlieb I. Zenger     |  |  | Mechthilde (7) (vor 1288)                                                                                    | Mechthilde (7) (vor 1288)                                                                                    | Mechthilde (7) (vor 1288)                                                                                    | Mechthilde (7) (vor 1288)                                                                                    | Mechthilde (7) (vor 1288)                                                                                    | Mechthilde (7) (vor 1288)                                                                                    |  |  | Albrecht von Plankenfels | Albrecht von Plankenfels | Albrecht von Plankenfels | Albrecht von Plankenfels | Albrecht von Plankenfels | Albrecht von Plankenfels |  |  |                            |                            | Linie Wolfhart I. Zenger                           | Linie Wolfhart I. Zenger                           | Linie Wolfhart I. Zenger                           | Linie Wolfhart I. Zenger                           | Linie Wolfhart I. Zenger                           | Linie Wolfhart I. Zenger                           |  |  |                         |                         |                         |                         |                         |                         |                     |                     |                               |                               |                               |                               |                               |                               |  |  |  |  | Linie Heinrich I. Zenger                                                                          | Linie Heinrich I. Zenger                                                                          | Linie Heinrich I. Zenger                                                                          | Linie Heinrich I. Zenger                                                                          | Linie Heinrich I. Zenger                                                                          | Linie Heinrich I. Zenger                                                                          |
| Linie Ortlieb I. Zenger     | Linie Ortlieb I. Zenger     | Linie Ortlieb I. Zenger     | Linie Ortlieb I. Zenger     | Linie Ortlieb I. Zenger     | Linie Ortlieb I. Zenger     |  |  | Mechthilde (7) (vor 1288)                                                                                    | Mechthilde (7) (vor 1288)                                                                                    | Mechthilde (7) (vor 1288)                                                                                    | Mechthilde (7) (vor 1288)                                                                                    | Mechthilde (7) (vor 1288)                                                                                    | Mechthilde (7) (vor 1288)                                                                                    |  |  | Albrecht von Plankenfels | Albrecht von Plankenfels | Albrecht von Plankenfels | Albrecht von Plankenfels | Albrecht von Plankenfels | Albrecht von Plankenfels |  |  |                            |                            | Linie Wolfhart I. Zenger                           | Linie Wolfhart I. Zenger                           | Linie Wolfhart I. Zenger                           | Linie Wolfhart I. Zenger                           | Linie Wolfhart I. Zenger                           | Linie Wolfhart I. Zenger                           |  |  |                         |                         |                         |                         |                         |                         |                     |                     |                               |                               |                               |                               |                               |                               |  |  |  |  | Linie Heinrich I. Zenger                                                                          | Linie Heinrich I. Zenger                                                                          | Linie Heinrich I. Zenger                                                                          | Linie Heinrich I. Zenger                                                                          | Linie Heinrich I. Zenger                                                                          | Linie Heinrich I. Zenger                                                                          |

### Linie Ortlieb I. Zenger
Ortlieb I. begründete im Geschlecht der Zenger eine Linie, die im 14. Jahrhundert ausstarb.
|                                                |                                                |                                                |                                                |                                                |                                                |  |  | Ortlieb I. Zenger (um 1282)                         |  |  |  |  |  |  |  |                          |                          |                          |                          |                          |                          |
|                                                |                                                |                                                |                                                |                                                |                                                |  |  |                                                     |  |  |  |  |  |  |  |                          |                          |                          |                          |                          |                          |
|                                                |                                                |                                                |                                                |                                                |                                                |  |  | Ortlieb II. Zenger 1315 bis 1326 Pfleger zu Nabburg |  |  |  |  |  |  |  |                          |                          |                          |                          |                          |                          |
|                                                |                                                |                                                |                                                |                                                |                                                |  |  |                                                     |  |  |  |  |  |  |  |                          |                          |                          |                          |                          |                          |
|                                                |                                                |                                                |                                                |                                                |                                                |  |  |                                                     |  |  |  |  |  |  |  |                          |                          |                          |                          |                          |                          |
| Ulrich (9) (um 1368) Landrichter zu Riedenburg | Ulrich (9) (um 1368) Landrichter zu Riedenburg | Ulrich (9) (um 1368) Landrichter zu Riedenburg | Ulrich (9) (um 1368) Landrichter zu Riedenburg | Ulrich (9) (um 1368) Landrichter zu Riedenburg | Ulrich (9) (um 1368) Landrichter zu Riedenburg |  |  |                                                     |  |  |  |  |  |  |  | Friedrich (10) (um 1364) | Friedrich (10) (um 1364) | Friedrich (10) (um 1364) | Friedrich (10) (um 1364) | Friedrich (10) (um 1364) | Friedrich (10) (um 1364) |

### Linie Wolfhart I. Zenger
Wolfhart I. begründete im Geschlecht der Zenger eine Linie, die im 16. Jahrhundert ausstarb.
|                                                     |                                                     |                                                     |                                                     |                                                     |                                                     |  |  | Wolfhart I. Zenger (um 1282) Pfleger zu Sternstein |                                  |                                  |                                  |                                  |                                  |                |                |                    |                    |                    |                    |                    |                    |  |  |                                                                                 |                                                                                 |                                                                                 |                                                                                 |                                                                                 |                                                                                 |
|                                                     |                                                     |                                                     |                                                     |                                                     |                                                     |  |  |                                                    |                                  |                                  |                                  |                                  |                                  |                |                |                    |                    |                    |                    |                    |                    |  |  |                                                                                 |                                                                                 |                                                                                 |                                                                                 |                                                                                 |                                                                                 |
|                                                     |                                                     |                                                     |                                                     |                                                     |                                                     |  |  |                                                    |                                  |                                  |                                  |                                  |                                  |                |                |                    |                    |                    |                    |                    |                    |  |  |                                                                                 |                                                                                 |                                                                                 |                                                                                 |                                                                                 |                                                                                 |
| Dietrich (11) zu Schwarzach (1304 und 1311 erwähnt) | Dietrich (11) zu Schwarzach (1304 und 1311 erwähnt) | Dietrich (11) zu Schwarzach (1304 und 1311 erwähnt) | Dietrich (11) zu Schwarzach (1304 und 1311 erwähnt) | Dietrich (11) zu Schwarzach (1304 und 1311 erwähnt) | Dietrich (11) zu Schwarzach (1304 und 1311 erwähnt) |  |  | Marquart Zenger (um 1314) Ritter                   | Marquart Zenger (um 1314) Ritter | Marquart Zenger (um 1314) Ritter | Marquart Zenger (um 1314) Ritter | Marquart Zenger (um 1314) Ritter | Marquart Zenger (um 1314) Ritter |                |                | Petrissa (um 1335) | Petrissa (um 1335) | Petrissa (um 1335) | Petrissa (um 1335) | Petrissa (um 1335) | Petrissa (um 1335) |  |  | Heinrich II. Zenger zu Altendorf 1320 Richter zu Amberg 1333 Pfleger zu Velburg | Heinrich II. Zenger zu Altendorf 1320 Richter zu Amberg 1333 Pfleger zu Velburg | Heinrich II. Zenger zu Altendorf 1320 Richter zu Amberg 1333 Pfleger zu Velburg | Heinrich II. Zenger zu Altendorf 1320 Richter zu Amberg 1333 Pfleger zu Velburg | Heinrich II. Zenger zu Altendorf 1320 Richter zu Amberg 1333 Pfleger zu Velburg | Heinrich II. Zenger zu Altendorf 1320 Richter zu Amberg 1333 Pfleger zu Velburg |
| Dietrich (11) zu Schwarzach (1304 und 1311 erwähnt) | Dietrich (11) zu Schwarzach (1304 und 1311 erwähnt) | Dietrich (11) zu Schwarzach (1304 und 1311 erwähnt) | Dietrich (11) zu Schwarzach (1304 und 1311 erwähnt) | Dietrich (11) zu Schwarzach (1304 und 1311 erwähnt) | Dietrich (11) zu Schwarzach (1304 und 1311 erwähnt) |  |  | Marquart Zenger (um 1314) Ritter                   | Marquart Zenger (um 1314) Ritter | Marquart Zenger (um 1314) Ritter | Marquart Zenger (um 1314) Ritter | Marquart Zenger (um 1314) Ritter | Marquart Zenger (um 1314) Ritter |                |                | Petrissa (um 1335) | Petrissa (um 1335) | Petrissa (um 1335) | Petrissa (um 1335) | Petrissa (um 1335) | Petrissa (um 1335) |  |  | Heinrich II. Zenger zu Altendorf 1320 Richter zu Amberg 1333 Pfleger zu Velburg | Heinrich II. Zenger zu Altendorf 1320 Richter zu Amberg 1333 Pfleger zu Velburg | Heinrich II. Zenger zu Altendorf 1320 Richter zu Amberg 1333 Pfleger zu Velburg | Heinrich II. Zenger zu Altendorf 1320 Richter zu Amberg 1333 Pfleger zu Velburg | Heinrich II. Zenger zu Altendorf 1320 Richter zu Amberg 1333 Pfleger zu Velburg | Heinrich II. Zenger zu Altendorf 1320 Richter zu Amberg 1333 Pfleger zu Velburg |
|                                                     |                                                     |                                                     |                                                     |                                                     |                                                     |  |  |                                                    |                                  |                                  |                                  |                                  |                                  |                |                |                    |                    |                    |                    |                    |                    |  |  |                                                                                 |                                                                                 |                                                                                 |                                                                                 |                                                                                 |                                                                                 |
|                                                     |                                                     |                                                     |                                                     |                                                     |                                                     |  |  |                                                    |                                  |                                  |                                  | Anna (um 1335)                   | Anna (um 1335)                   | Anna (um 1335) | Anna (um 1335) | Anna (um 1335)     | Anna (um 1335)     |                    |                    |                    |                    |  |  | Nachkommen Heinrichs II. Zenger                                                 | Nachkommen Heinrichs II. Zenger                                                 | Nachkommen Heinrichs II. Zenger                                                 | Nachkommen Heinrichs II. Zenger                                                 | Nachkommen Heinrichs II. Zenger                                                 | Nachkommen Heinrichs II. Zenger                                                 |

#### Heinrich II. Zenger und seine Nachkommen
Heinrich II. (13) zu Altendorf war 1320 Richter zu Amberg und 1333 Pfleger zu Velburg. Seine Kinder waren:
- Hans (14) lebte um 1322. Er war verheiratet mit Anna von Fronhofen.
- Rüger (15) wurde 1338 und 1356 schriftlich erwähnt. Er war Dienstmann der Stadt Regensburg.
- Wolfhart III. zu Nabburg (16) (siehe nächstes Kapitel)

##### Erste Generation (14), (16) und ihre Kinder (1322 bis 1383)
Hans (14) lebte um 1322. Er war verheiratet mit Anna von Fronhofen. Seine Kinder waren:
- Berthold (17) war 1371 Pfleger zu Möring und 1379 Hofmarschall zu Ingolstadt. Er starb vor 1383. Seine Ehefrau war Anna von Haibek.

Wolfhart III. zu Nabburg (16) wurde 1347, 1348, 1350 und 1352 schriftlich erwähnt. Er war Ritter und unter Ludwig IV. ein kaiserlich-markbrandenburgischer Küchenmeister. Seine erste Frau war Margaretha von Ramsberg, 1320 schriftlich erwähnt. Seine zweite Frau war Anna von Ramsberg, 1340 schriftlich erwähnt. Seine Kinder waren:
- Engelhard zu Nabburg (23) wurde 1350, 1355 und 1388 schriftlich erwähnt. Seine Ehefrau war Petrissa Auer von Premberg.
- Margarethe (f) wurde 1360 und 1374 schriftlich erwähnt. Sie war mit Albrecht von Nothaft verheiratet.
- Wolfhart IV. (24) war 1351 und 1355 Pfarrer zu Nabburg.
- Conrad (22) lebte um 1355.
- Friedrich zu Trausnitz, Beilstein und Siegenstein (25) war Ritter, 1371 Richter zu Kötzting, 1372 Pfleger zu Beilstein. Er starb 1393. Seine Ehefrau war eine von Kemnath.

##### Zweite Generation (17), (23), (25) und ihre Kinder (1350 bis 1470)
Berthold (17) war 1371 Pfleger zu Möring und 1379 Hofmarschall zu Ingolstadt. Er starb vor 1383. Seine Ehefrau war Anna von Haibek. Seine Kinder waren:
- Wilhelm I. zu Steinberg und zum Haken (18) wurde 1388 schriftlich erwähnt. 1410 war er Pfleger zu Cham. Er war verheiratet mit Margareth von Hornbek.
- Caspar zu Hollenbrunn (19) lebte um 1427.
- Eine Tochter (g) war 1390 verheiratet mit Ritter Georg von Hornbek.

Engelhard zu Nabburg (23) wurde 1350, 1355 und 1388 schriftlich erwähnt. Seine Ehefrau war Petrissa Auer von Premberg. Seine Kinder waren:
- Leo (26) lebte um 1393.
- Wolfhart V. (27) zu dem Gänsberg war Ritter und wurde 1365, 1389, 1390 und 1393 schriftlich erwähnt.
- Beatrix (29) war Stiftsdame zu Obermünster.
- Erhard (28) war 1371 Domherr zu Regensburg.

Friedrich zu Trausnitz, Beilstein und Siegenstein (25) war Ritter, 1371 Richter zu Kötzting, 1372 Pfleger zu Beilstein. Er starb 1393. Seine Ehefrau war eine von Kemnath. Seine Kinder waren:
- Wolfhart VI. zu Trausnitz und Zangenfels (30) wurde 1376, 1392, 1395, 1411 schriftlich erwähnt. 1395 war er Pfleger zu Schwarzenburg. Er starb vor 1411. Seine erste Frau war Agnes von Froemelsberg. Sie starb vor 1380. Seine zweite Frau war Dorothea Hofer zum Lobenstein.
- Fritz (34)
- Hans zu Mantel, Murach, Trausnitz, Zangenfels (31) wurde für die Jahre 1389 bis 1393, 1402, 1416 schriftlich bezeugt. Er war 1402 und 1416 Pfleger zu Nabburg und wurde im Kloster Schönthal begraben.
- Andreas zum Siegenstein (32) starb 1390.
- Elisabeth (35) war mit Jacob von Muggenthal verheiratet.
- Paul zum Neuhaus (33) wurde 1446 und 1470 schriftlich erwähnt. Er war 1470 Pfleger zum Hilpoltstein.

##### Dritte Generation (18), (30) und ihre Kinder (1376 bis 1488)
Wilhelm I. zu Steinberg und zum Haken (18) wurde 1388 schriftlich erwähnt. 1410 war er Pfleger zu Cham. Er war verheiratet mit Margareth von Hornbek. Seine Kinder waren:
- Wilhelm II. (20) lebte um 1441.
- Andreas zum Haken und zu Wildenforst (21) starb 1452. Seine Ehefrau, eine von Eschelbek zu Adldorf, wurde 1416 schriftlich erwähnt.
- Elsbeth (h), verheiratet mit Tobias von Waldau
- eine Tochter (i), verheiratet mit Hans von Closen zu Arnstorf

Wolfhart VI. zu Trausnitz und Zangenfels (30) wurde 1376, 1392, 1395, 1411 schriftlich erwähnt. 1395 war er Pfleger zu Schwarzenburg. Er starb vor 1411. Seine erste Frau war Agnes von Froemelsberg. Sie starb vor 1380. Seine zweite Frau war Dorothea Hofer zum Lobenstein. Seine Kinder waren:
- Barbara (36) lebte um 1397. Sie war verheiratet mit Hans von Wildenstein zu Wildenfels.
- Agnes (37) lebte um 1406. Sie war verheiratet mit Mathäus von Altenburg.
- Friedrich zum Schwarzenberg und zu Trausnitz (39) wurde für die Jahre 1411, 1418, 1422, 1436, 1440 bis 1447, 1452 schriftlich erwähnt. Er war 1440 bis 1447 Pfleger zu Nabburg und 1452 Pfleger zu Parkstein. Seine erste Frau war 1418 Juliane von Waldau, seine zweite Frau 1422 Margareth von Pflug, seine dritte Frau 1440 Anna von Parsberg.
- Götz (40) starb vor 1411.
- Hans zum Schwarzenberg und zu Hegling (41) wurde für die Jahre 1411, 1434, 1448, 1452, 1456, 1488 schriftlich erwähnt. Er war 1452 Pfleger zu Erding, 1456 Pfleger zu Bernstein und lebte 1488 noch. Er war verheiratet mit Frau Caecilie Egkher von Egkh.
- Kunigunde (38) war 1435 verheiratet mit Heinrich von Preysing zu Kopfsburg.

##### Vierte Generation (21), (39), (41) und ihre Kinder (1411 bis 1506)
Andreas zum Haken und zu Wildenforst (21) starb 1452. Seine Ehefrau, eine von Eschelbek zu Adldorf, wurde 1416 schriftlich erwähnt. Seine Kinder waren:
- Caecilia (j) starb 1454. Sie war verheiratet mit Heinrich von Nothaft.

Friedrich zum Schwarzenberg und zu Trausnitz (39) wurde für die Jahre 1411, 1418, 1422, 1436, 1440 bis 1447, 1452 schriftlich erwähnt. Er war 1440 bis 1447 Pfleger zu Nabburg und 1452 Pfleger zu Parkstein. Seine erste Frau war 1418 Juliane von Waldau, seine zweite Frau 1422 Margareth von Pflug, seine dritte Frau 1440 Anna von Parsberg. Seine Kinder waren:
- Wolf (49) war 1473 Domherr in Regensburg und starb 1480.
- Hans zu Trausnitz und Schneeberg (50) war Ritter. Er wurde für die Jahre 1479, 1486, 1487, 1498 und 1506 schriftlich erwähnt. Er starb 1506. Seine Ehefrau war Margarethe von Preysing.
- Anna (45) war 1483 Nonne zu St. Paul in Regensburg.
- Brigitte (46) war 1467 verheiratet mit Degenhart Offenstetter und in zweiter Ehe 1489 mit Wolf von Schmiehen.
- Praxedis (47) war 1495 verheiratet mit Hans Schilwatz.
- Amalie (48) war 1439 verheiratet mit Parzival von Aichberg im Moos.

Hans zum Schwarzenberg und zu Hegling (41) wurde für die Jahre 1411, 1434, 1448, 1452, 1456, 1488 schriftlich erwähnt. Er war 1452 Pfleger zu Erding, 1456 Pfleger zu Bernstein und lebte 1488 noch. Er war verheiratet mit Frau Caecilie Egkher von Egkh. Seine Kinder waren:
- Christoph zum Schwarzenberg (42) wurde für 1488 und 1495 schriftlich erwähnt. Er war 1495 Pfleger zu Wetterfeld. Seine Ehefrau war Margareth Ebran von Wildenberg.

##### Fünfte Generation (42), (50) und ihre Kinder (1479 bis 1533)
Christoph zum Schwarzenberg (42) wurde für 1488 und 1495 schriftlich erwähnt. Er war 1495 Pfleger zu Wetterfeld. Seine Ehefrau war Margareth Ebran von Wildenberg. Seine Kinder waren:
- Margarethe (44) war verheiratet mit Georg von Murach.
- Christoph zum Schwarzenberg (43) wurde für die Jahre 1505, 1513, 1516 und 1521 schriftlich erwähnt. Er starb 1521. Seine Ehefrau war eine von Murach.

Hans zu Trausnitz und Schneeberg (50) war Ritter. Er wurde für die Jahre 1479, 1486, 1487, 1498 und 1506 schriftlich erwähnt. Er starb 1506. Seine Ehefrau war Margarethe von Preysing. Seine Kinder waren:
- Friedrich (51) starb 1509.
- Sigmund (52) wurde für die Jahre 1515, 1516 und 1531 schriftlich erwähnt. Er war Pfleger zu Bernstein. Er starb 1531. Seine Ehefrau war Anna von Apfenthal.
- Tristram (53) wurde für die Jahre 1515, 1516, 1517, 1531 und 1533 schriftlich erwähnt. Er war 1531 herzoglicher Rat zu München und Hofmeister zu Neuburg. Er starb 1533. Seine Ehefrau war Margarethe von Paumgarten.
- Barbara (54) war 1501 verheiratet mit Ritter David von Trauttmansdorf.
- Amalie (55) war verheiratet mit Sebastian von Parsberg.

### Die Linie Heinrich I.: Hartliebs, Gottfrieds I. und Conrads II. Stamm

#### Erste Generation (6) und ihre Kinder (1271 bis 1355)
Heinrich I. (6) wurde 1271, 1272 erwähnt. Er war Burgmann auf der Burg Murach unter Herzog Ludwig dem Strengen. Seine Ehefrau war eine von Hautzendorf. Seine Kinder waren:
- Hartlieb zu Nabburg (57) war Ritter. Er starb vor 1355.
- Margareth (56) war 1316 Priorin zu Viehbach.
- Heinrich III. zu Veldorf (58) wurde für 1314 und 1315 schriftlich erwähnt. Er war 1315 Richter zu Nabburg.
- Gottfried I. (59) lebte um 1303. Seine Ehefrau hieß Adelheid.
- Conrad II. zu Trausnitz (60) wurde für die Jahre 1308 bis 1325 schriftlich erwähnt. Seine Ehefrau war eine Weigel von Trausnitz.
- Friedrich (61) lebte um 1314.
- Jordan I. (62) wurde für 1314 und 1320 schriftlich erwähnt. Seine Ehefrau war Gertraud von Laber.

#### Zweite Generation (57), (59), (60) und ihre Kinder (1303 bis 1358)
Hartlieb zu Nabburg (57) war Ritter. Er starb vor 1355. Seine Kinder waren:
- Gottfried II. zu Winklarn (63) wurde für 1311, 1317, 1327, 1355 schriftlich erwähnt. Seine erste Frau hieß Cunigunde, seine zweite Frau hieß Petrissa.
- Heinrich V. (66) starb vor 1355.
- Ulrich (65) wurde für 1341 und 1355 schriftlich erwähnt.
- Wolfgang (64) lebte um 1323.
- Hartlieb hatte noch zwei weitere Söhne unbekannten Namens.

Gottfried I. (59) lebte um 1303. Seine Ehefrau hieß Adelheid. Seine Kinder waren:
- Otto (67) starb vor 1316.
- Otto II. zu Niedermurach (72) wurde für 1320 und 1326 schriftlich erwähnt. Er war 1326 Burggraf zu Caub am Rhein.
- Heinrich IV. zu Niedermurach (68) wurde für 1308, 1317, 1325, 1330 schriftlich erwähnt. Er starb 1330 in Regensburg. Seine Ehefrau war Adelheid von Paulstorf.
- Conrad zu Fürn (69) wurde für 1323, 1344, 1347 schriftlich erwähnt.
- Wolfhart II. (70) nannte sich 1305 zu Trausnitz, 1310 zu Nabburg und 1316 bis 1318 zu Wetterfeld.
- Friedrich (71) lebte um 1317.

Conrad II. zu Trausnitz (60) wurde für die Jahre 1308 bis 1325 schriftlich erwähnt. Seine Ehefrau war eine Weigel von Trausnitz. Seine Kinder waren:
- Anna (79) war 1340 verheiratet mit Otto von Plankenfels.
- Wichnand zu Trausnitz (80) wurde für 1328, 1339, 1358 schriftlich erwähnt. Er starb um 1358. Seine Ehefrau hieß Kunigunde.

Jordan I. (62) wurde für 1314 und 1320 schriftlich erwähnt. Seine Ehefrau war Gertraud von Laber. Seine Nachkommen sind aufgezählt unter dem Punkt Die Linie Heinrich I.: Jordans I. Stamm mit den Zweigen Jordans II. und Heinrichs V.

#### Dritte Generation (68), (80) und ihre Kinder (1308 bis 1398)
Heinrich IV. zu Niedermurach (68) wurde für 1308, 1317, 1325, 1330 schriftlich erwähnt. Er starb 1330 in Regensburg. Seine Ehefrau war Adelheid von Paulstorf. Seine Kinder waren:
- Petrissa (75) war 1366 verheiratet mit Bernhard von Hirschau.
- Elsbeth (73) starb vor 1398.
- Catharine (74) starb vor 1398.
- Albrecht zu Altendorf (76) wurde für 1377 schriftlich erwähnt. Er starb vor 1398.

Wichnand zu Trausnitz (80) wurde für 1328, 1339, 1358 schriftlich erwähnt. Er starb um 1358. Seine Ehefrau hieß Kunigunde. Seine Kinder waren:
- Ortlieb III. (82) nannte sich 1354 zu Willhofen und 1360 zu Zangenstein. Seine Frau war Catharina von Radmanstorf.
- Conrad III. zu Trausnitz (81) starb 1378. Er wurde zu Reichenbach begraben. Seine Ehefrau war Caecilia von Froemelsberg.

#### Vierte Generation (76), (81), (82) und ihre Kinder (1354 bis 1427)
Albrecht zu Altendorf (76) wurde für 1377 schriftlich erwähnt. Er starb vor 1398. Seine Kinder waren:
- Heinrich VI. (77) lebte um 1410.

Conrad III. zu Trausnitz (81) starb 1378. Er wurde zu Reichenbach begraben. Seine Ehefrau war Caecilia von Froemelsberg. Seine Kinder waren:
- Eine Tochter (k) war 1407 mit Wieland Schwelher verheiratet.
- Eine Tochter (l) war 1410 mit Otto von Pertolzhofen verheiratet.
- Anna (85) war 1400 mit Weinprecht von Hohenwarth verheiratet.
- Ulrich zu Trausnitz (86) wurde für 1403 und 1427 schriftlich erwähnt. Seine Ehefrau war Margareth Perger zu Walberg.
- Christoph (87) lebte um 1403.

Ortlieb III. (82) nannte sich 1354 zu Willhofen und 1360 zu Zangenstein. Seine Frau war Catharina von Radmanstorf. Seine Kinder waren:
- Catharina (83) war um 1380 mit Ulrich Tuerlinger zum Tuerlstein verheiratet.
- Ortlieb IV. zum Zangenstein (84) wurde für 1405, 1409, 1410 schriftlich erwähnt. Er starb vor 1419. Seine Frau hieß Catharina.

#### Fünfte Generation (77), (86) und ihre Kinder (1403 bis 1461)
Heinrich VI. (77) lebte um 1410. Seine Kinder waren:
- Barbara (78) starb am 21. April 1461. Sie war verheiratet mit Carl von Paulstorf. Sie wurde begraben zu Regensburg in der Paulstorfer Kapelle.

Ulrich zu Trausnitz (86) wurde für 1403 und 1427 schriftlich erwähnt. Seine Ehefrau war Margareth Perger zu Walberg. Seine Kinder waren:
- Walburg (m) war 1420 verheiratet mit Ulrich Fronberger zu Fronberg.
- Eine Tochter (n) war 1432 verheiratet mit Heimeran von Rhain.
- Rupprecht zu Trausnitz und Schwarzeneck (88) starb 1434. Seine Ehefrau war Dorothea von Breitenstein.

### Die Linie Heinrich I.: Jordans I. Stamm mit den Zweigen Jordans II. und Heinrichs V.

#### Erste Generation (62) und ihre Kinder (1314 bis 1355)
Jordan I. (62) wurde für 1314 und 1320 schriftlich erwähnt. Seine Ehefrau war Gertraud von Laber. Seine Kinder waren:
- Jordan II. zu Rottenstatt (89) war 1337 Ritter. Er starb 1366 und wurde bei den Minoriten zu Regensburg begraben. Seine Ehefrau war Osanna von Kamerau.
- Pilgrim (90)
- Parzival (91)
- Heinrich V. zu Fronhof und zu Schwarzeneck (93) wurde für 1308, 1322, 1330, 1355 schriftlich erwähnt. Er war 1355 Vizedom von Amberg. Seine Ehefrau war Dorothea von Seiboltsdorf.
- Otto III. zu Schwarzeneck (92) wurde für 1322, 1330, 1339 und 1349 schriftlich erwähnt. Er nannte sich 1349 zu Prukberg. Seine erste Frau war Kunigunde von Boerbing, seine zweite Frau war Anna von Closen.

#### Zweite Generation (89), (93), (92) und ihre Kinder (1308 bis 1434)
Jordan II. zu Rottenstatt (89) war 1337 Ritter. Er starb 1366 und wurde bei den Minoriten zu Regensburg begraben. Seine Ehefrau war Osanna von Kamerau. Seine Kinder waren:
- Jordan III. zu Fronhof und Rottenstatt (94) wurde für 1368 und 1380 schriftlich erwähnt. Er starb 1380.
- Heinrich VII. (95) war Pfleger zum Haidstein. Er starb 1385 und wurde in Reichenbach begraben.
- Alto (Altmann) zu Fronhof (96) wurde für 1337 und 1388 schriftlich erwähnt.
- Friedrich zu Fronhof (97) wurde für 1360 und 1363 schriftlich erwähnt.
- Cunigunde (98) war um 1346 verheiratet mit Conrad Stoer zu Regenstauf.
- Osanna (99) war verheiratet mit Ulrich Groeul zu Zangenfels.
- Hans (100) war 1380 Pfarrer zu Rothenstadt und 1398 Pfarrer zu Perschen.

Heinrich V. zu Fronhof und zu Schwarzeneck (93) wurde für 1308, 1322, 1330, 1355 schriftlich erwähnt. Er war 1355 Vizedom von Amberg. Seine Ehefrau war Dorothea von Seiboltsdorf. Seine Kinder waren:
- Otto IV. zu Schwarzenek (108) wurde für 1388, 1389 schriftlich erwähnt. Er starb vor 1393.
- Parzival zu Schwarzenek (109) war Ritter. Er wurde für die Jahre 1388 bis 1393, 1407, 1409, 1410 und 1434 schriftlich erwähnt. Er war 1407 und 1409 Pfleger zu Reichenhall und 1410 Richter zu Dachau. Er starb nach 1434. Seine Ehefrau war Anna von Degenberg.
- Tristram I. Zenger zu Zangenstein und Schneeberg (110) war Ritter. Er wurde für die Jahre 1393 bis 1433 schriftlich erwähnt. Er starb um 1434. Seine Ehefrau war Beatrix von Pflug.
- Dorothea (111) war verheiratet mit Georg von Schaumberg zu Ellern.
- Margaretha (112) war verheiratet mit dem Marschall Heinrich von Gumpenberg.

Otto III. zu Schwarzeneck (92) wurde für 1322, 1330, 1339 und 1349 schriftlich erwähnt. Er nannte sich 1349 zu Prukberg. Seine erste Frau war Kunigunde von Boerbing, seine zweite Frau war Anna von Closen. Seine Nachkommen sind aufgezählt unter dem Punkt Die Linie Heinrich I.: Jordan’scher Stamm, Otto’s III. Zweig.

#### Dritte Generation (94), (110) und ihre Kinder (1368 bis 1489)
Jordan III. zu Fronhof und Rottenstatt (94) wurde für 1368 und 1380 schriftlich erwähnt. Er starb 1380. Seine Kinder waren:
- Andreas zu Fronhof (101) wurde für 1380, 1391, 1409 schriftlich erwähnt. Er nannte sich 1409 zu Hohenhart.
- Gottfried III. (102) lebte um 1391. Er starb vor 1409.
- Georg zu Fronhof und zu Rotenstatt (103) wurde für 1402 und 1419 schriftlich erwähnt. Seine Ehefrau war Ursula von Donnerstein.
- Jordan IV. zu Fronhof (104) lebte um 1396.

Tristram I. zu Zangenstein und Schneeberg (110) war Ritter. Er wurde für die Jahre 1393 bis 1433 schriftlich erwähnt. Er starb um 1434. Seine Ehefrau war Beatrix von Pflug. Seine Kinder waren:
- Tristram II. zu Schneeberg und Zangenstein (113) wurde für 1448, 1459, 1468, 1489 schriftlich erwähnt. Er starb um 1489.
- Veronica (114) war 1456 verheiratet mit Hans Sazenhofen.
- Barbara (116) war Stiftsdame zu Obermünster.
- Catharina (115) war 1466 verheiratet mit Peter Rhainer zu Rhain.
- Anna (117) war 1450 verheiratet mit Carl von Rottau und 1470 mit Wilhelm von Ahaim zu Neuhaus.

#### Vierte Generation (103) und ihre Kinder (1402 bis 1460)
Georg zu Fronhof und zu Rotenstatt (103) wurde für 1402 und 1419 schriftlich erwähnt. Seine Ehefrau war Ursula von Donnerstein. Seine Kinder waren:
- Elisabeth (107) war verheiratet mit Ulrich von Dreswitz, Hauptmann zu Bärnau.
- Heinrich VIII. (105) zu der Rotenstatt und zu Forchtenberg war 1454 und 1460 Landrichter zu Lengenfeld.
- Amalie (106) war verheiratet mit Reinhart Armansreuther.

### Die Linie Heinrich I.: Jordan’scher Stamm, Otto’s III. Zweig

#### Erste Generation (92) und ihre Kinder (1322 bis 1369)
Otto III. zu Schwarzeneck (92) wurde für 1322, 1330, 1339 und 1349 schriftlich erwähnt. Er nannte sich 1349 zu Prukberg. Seine erste Frau war Kunigunde von Boerbing, seine zweite Frau war Anna von Closen. Seine Kinder waren:
- Otto V. (118) wurde für die Jahre 1360 bis 1369 schriftlich erwähnt. Er war Ritter zu Prukberg. Seine Frau war Petrissa von Sazenhofen.
- Heinrich zu Schwarzenek (119) war 1359 Ritter zu Regenstauf. Seine Frau hieß Felicitas.
- Catharina (120) war 1351 verheiratet mit Albrecht von Haidau.
- Elisabeth (121) war Nonne zu Frauenzell. Sie starb 1363.
- Agnes (122) war 1351 verheiratet mit Eckart von Preysing.
- Margaretha (123) war 1360 verheiratet mit Ulrich Lichteneker zu Lichtenek.
- Eine Tochter (124) war 1360 verheiratet mit Conrad Koelbel.

#### Zweite Generation (118), (119) und ihre Kinder (1359 bis 1433)
Otto V. (118) wurde für die Jahre 1360 bis 1369 schriftlich erwähnt. Er war Ritter zu Prukberg. Seine Frau war Petrissa von Sazenhofen. Seine Kinder waren:
- Otto VI. zu Kefring (138) war von 1364 bis 1374 Hofmeister Herzogs Stephan von Ingolstadt.
- Hans der goldne Ritter zu Ekmühl, Thannstein und Lichtenwald (139) lebte um 1369. Er starb vor 1404. Seine Ehefrau war Anna von Closen zu Gern.
- Anna (141) war verheiratet mit Albrecht Weiß.
- Catharina (140) war verheiratet mit Nicolaus von Nusberg.

Heinrich zu Schwarzenek (119) war 1359 Ritter zu Regenstauf. Seine Frau hieß Felicitas. Seine Kinder waren:
- Otto VI. zu Schwarzenek (128) wurde für 1371 und 1373 schriftlich erwähnt.
- Hans Zenger zu Schwarzeneck und Regenstauf (126), genannt "Der wilde Hans", wird für die Jahre 1387 bis 1433 schriftlich erwähnt.
- Wiguleus (130) starb 1384. Seine Ehefrau war Elisabeth von Hohenek.
- Götz zum Zangenstein (129) lebte um 1382. Er nannte sich 1397 und 1400 zu Regenstauf und zu Prakendorf.
- Ulrich zu Schwarzenek und Regenstauf (127) lebte um 1379.
- Heinrich zu Schwarzenek und Regenstauf (125) lebte um 1371. Er war Ritter und nannte sich von 1372 bis 1431 zu Leutzmannstein. Seine Ehefrau hieß Felicitas.
- Georg zu Regenstauf (131) lebte um 1423. Er war Rath des Pfalzgrafen Johannes bei Rhein.
- Margarethe (o) war Nonne im Kloster Anger. Sie starb 1397.
- Eine Tochter (p) war verheiratet mit Georg von Puchbek.

#### Dritte Generation (125), (131), (139) und ihre Kinder (1369 bis 1471)
Heinrich zu Schwarzenek und Regenstauf (125) lebte um 1371. Er war Ritter und nannte sich von 1372 bis 1431 zu Leutzmannstein. Seine Ehefrau hieß Felicitas. Seine Kinder waren:
- Christian zu Schneeberg (133) lebte um 1440. Er war Mitglied der Rittergesellschaft zum Einhorn.
- Margarethe (134) war verheiratet mit Sigmund Vogler.
- Barbara (135) war verheiratet mit Paul von Leibelfing.
- Hans zu Schwarzenek und Zangenstein (132) wurde für 1435 und 1448 schriftlich erwähnt. Er war Ritter.
- Heinrich hatte noch mehrere namentlich nicht bekannte Kinder.

Georg zu Regenstauf (131) lebte um 1423. Er war Rath des Pfalzgrafen Johannes bei Rhein. Seine Kinder waren:
- Agnes (136) war 1460 verheiratet mit Hans Schoenpichler zu Thansberg.
- Heinrich zu Regenstauf (137) war 1435 und 1471 Pfleger zu Rottenburg.

Hans der goldne Ritter zu Ekmühl, Thannstein und Lichtenwald (139) lebte um 1369. Er starb vor 1404. Seine Ehefrau war Anna von Closen zu Gern. Seine Kinder waren:
- Erhard I. zum Lichtenwald und zu Altenthann (144) war 1431 Pfleger zu Waldt, 1433 herzoglicher Rath zu Landshut, 1437 Pfleger zu Craiburg, 1440 Pfleger zu Friburg. Seine Ehefrau war Barbara von Thurn.
- Amalie (145) war verheiratet mit Ulrich von Khager.
- Eine Tochter (q) war 1400 verheiratet mit Sigmund Langfelder zu Welchenberg.
- Eine Tochter (r) war 1394 verheiratet mit Hans von Degenberg.
- Jobst I. zum Thannstein und Lichtenwald (143) wurde für 1405 und 1431 schriftlich erwähnt. Seine erste Ehefrau hieß Margarethe, seine zweite Ehefrau war eine von Wildenstein.
- Georg zum Thannstein (142) wurde für 1393 und 1404 schriftlich erwähnt. Seine Ehefrau war Barbara von Kamerau.

#### Vierte Generation (143), (144) und ihre Kinder (1405 bis 1495)
Jobst I. zum Thannstein und Lichtenwald (143) wurde für 1405 und 1431 schriftlich erwähnt. Seine erste Ehefrau hieß Margarethe, seine zweite Ehefrau war eine von Wildenstein. Seine Kinder waren:
- Jobst II. zum Thannstein (146) wurde für 1459, 1461, 1462, 1469, 1480 schriftlich erwähnt. Er war 1469 Pfleger zu Wetterfeld. Er starb 1480 und wurde in Reichenbach begraben. Seine erste Ehefrau war Margarethe von Eglofstein. Seine zweite Ehefrau war 1459 Erntraud von Staudach. Sie starb 1481 und wurde in Reichenbach begraben.
- Margareth (148) war verheiratet mit Erhart von Zant.
- Georg zum Thannstein (147) wurde für die Jahre 1461 bis 1486 schriftlich erwähnt. Er war Pfleger zu Treswitz. Seine Ehefrau war Anna von Judmann.
- Apollonia (149) war verheiratet mit Arnold von Sandizell.

Erhard I. zum Lichtenwald und zu Altenthann (144) war 1431 Pfleger zu Waldt, 1433 herzoglicher Rath zu Landshut, 1437 Pfleger zu Craiburg, 1440 Pfleger zu Friburg. Seine Ehefrau war Barbara von Thurn. Seine Kinder waren:
- Erhart II: (167) wurde für die Jahre 1442 bis 1457 schriftlich erwähnt. Er stand in Diensten der Stadt Regensburg.
- Hans (168) lebte um 1441.
- Parzival zum Lichtenwald und Adelmannstein (170) war 1455 Ritter. Er starb nach 1495. Seine Ehefrau war Barbara von Plankenfels.
- Wolfgang zum Lichtenwald (169) wurde für 1454, 1455, 1475, 1481 schriftlich erwähnt. Er war Ritter, 1455 Pfleger zu Dingolfing, 1481 Pfleger zu Heilsberg. Seine Ehefrau war Dorothea von Trauner zu Adelstetten.

#### Fünfte Generation (146), (147), (167), (169), (170) und ihre Kinder (1442 bis 1545)
Jobst II. zum Thannstein (146) wurde für 1459, 1461, 1462, 1469, 1480 schriftlich erwähnt. Er war 1469 Pfleger zu Wetterfeld. Er starb 1480 und wurde in Reichenbach begraben. Seine erste Ehefrau war Margarethe von Eglofstein. Seine zweite Ehefrau war 1459 Erntraud von Staudach. Sie starb 1481 und wurde in Reichenbach begraben. Seine Kinder waren:
- Georg zum Thannstein (150) lebte um 1514.
- Jobst III. zum Thannstein (151) war 1482 Pfleger zu Hohenburg. Seine Ehefrau war Margareth von Nothaft zu Wernberg.
- Barbara (152) war Stiftsdame zu Obermünster.
- Erntraut (153)

Georg zum Thannstein (147) wurde für die Jahre 1461 bis 1486 schriftlich erwähnt. Er war Pfleger zu Treswitz. Seine Ehefrau war Anna von Judmann. Seine Kinder waren:
- Wolf zum Schneeberg und Zangenstein (160) lebte um 1490. Er starb vor 1515. Seine Ehefrau war Barbara von Plassenburg.
- Georg zum Schneeberg und zum Thannstein (162) wurde für 1490, 1506, 1509, 1526, 1531 schriftlich erwähnt. Er war 1506 Pfleger zu Vohburg, 1509 Pfleger zu Hohenburg, 1526 Oberrichter zu Landshut. Er starb 1531. Seine Ehefrau war Margareth von Kuttenau zu Albersdorf. Sie starb 1532 zu Au.
- Christoph zum Schneeberg (161) wurde für 1490 und 1496 schriftlich erwähnt.

Erhart II: (167) wurde für die Jahre 1442 bis 1457 schriftlich erwähnt. Er stand in Diensten der Stadt Regensburg. Seine Kinder waren:
- Erhard III. (171) war 1480 Domherr zu Passau.

Wolfgang zum Lichtenwald (169) wurde für 1454, 1455, 1475, 1481 schriftlich erwähnt. Er war Ritter, 1455 Pfleger zu Dingolfing, 1481 Pfleger zu Heilsberg. Seine Ehefrau war Dorothea von Trauner zu Adelstetten. Seine Kinder waren:
- Heimeran zu Hettenbach (179) war 1500 Domherr zu Regensburg. Er starb 1535.
- Nicolaus (173) war 1508 verheiratet mit Magdalena Heilingstetter zu Fridezhofen. Seine zweite Ehefrau war eine Gros von Altenburg.
- Michael zum Lichtenwald (174) wurde für 1497 und 1504 schriftlich erwähnt. Er war Pfleger zu Heilsberg und Schönberg. Seine Ehefrau war Elisabeth von Hacke zu Harbach.

Parzival zum Lichtenwald und Adelmannstein (170) war 1455 Ritter. Er starb nach 1495. Seine Ehefrau war Barbara von Plankenfels. Seine Kinder waren:
- Hans (175) war 1504 Landrichter zu Lengfeld.
- Fabian (176) starb 1520.
- Sabine (s) starb nach 1539.
- Urban, Ritter zu Lichtenwald und Adelmannstein (177) war 1499 Oberrichter zu Landshut und Passauischer Hofmarschall. Er starb 1545. Seine erste Ehefrau war Benigna von Diessen, seine zweite Ehefrau war Elisabeth von Rottau.
- Beatrix (178) war Äbtissin zu Seligenthal. Sie starb 1541.

#### Sechste Generation (151), (160), (162), (173), (174), (177) und ihre Kinder (1482 bis 1580)
Jobst III. zum Thannstein (151) war 1482 Pfleger zu Hohenburg. Seine Ehefrau war Margareth von Nothaft zu Wernberg. Seine Kinder waren:
- Hans zum Thannstein (154) war 1514 Domherr zu Regensburg.
- Sebastian zum Thannstein und zu Köllenbach (155) starb 1526 zu Straubing und wurde bei den Carmeliten begraben.
- Otto zum Thannstein und zu Köllenbach (156) ist 1524 als Oberrichter in Straubing und 1533 als Landrichter zu Amberg belegbar. Er starb 1560. Seine erste Ehefrau war Barbara von Frauenberg, seine zweite Ehefrau war Anna von Haslang.
- Catharina (157) starb 1522. Sie wurde in Straubing bei den Carmeliten begraben.

Wolf zum Schneeberg und Zangenstein (160) lebte um 1490. Er starb vor 1515. Seine Ehefrau war Barbara von Plassenburg. Seine Kinder waren:
- Eine Tochter (t) war verheiratet mit einem von Aufseß.

Georg zum Schneeberg und zum Thannstein (162) wurde für 1490, 1506, 1509, 1526, 1531 schriftlich erwähnt. Er war 1506 Pfleger zu Vohburg, 1509 Pfleger zu Hohenburg, 1526 Oberrichter zu Landshut. Er starb 1531. Seine Ehefrau war Margareth von Kuttenau zu Albersdorf. Sie starb 1532 zu Au. Seine Kinder waren:
- Christoph (163) starb 1552 in Ungarn.
- Hans zum Thannstein und Trüftelfing (164) wurde für 1548, 1553, 1573 schriftlich erwähnt. Er war herzoglicher Vizedom zu Landshut. Er starb 1573. Seine erste Ehefrau war Susanna von Losenstein, seine zweite Ehefrau war Cäcilia von Seiboltsdorf.
- Anna (165) war verheiratet mit Jacob von Frauenhofen.
- Margarethe (166) war verheiratet mit Thesarus von Frauenhofen.

Nicolaus (173) war 1508 verheiratet mit Magdalena Heilingstetter zu Fridezhofen. Seine zweite Ehefrau war eine Gros von Altenburg. Seine Kinder waren:
- Margareth war verheiratet mit Leonhard Sinzenhofer.

Michael zum Lichtenwald (174) wurde für 1497 und 1504 schriftlich erwähnt. Er war Pfleger zu Heilsberg und Schönberg. Seine Ehefrau war Elisabeth von Hacke zu Harbach. Seine Kinder waren:
- Rupprecht (194) war 1509 Domherr zu Regensburg.
- Hans zu Lichtenwald (193) wurde für 1520 und 1527 schriftlich erwähnt. Seine Ehefrau war Veronica Mauthner von Katzenberg.

Urban, Ritter zu Lichtenwald und Adelmannstein (177) war 1499 Oberrichter zu Landshut und Passauischer Hofmarschall. Er starb 1545. Seine erste Ehefrau war Benigna von Diessen, seine zweite Ehefrau war Elisabeth von Rottau. Seine Kinder waren:
- Christoph (182) starb als Kriegsmann in Ungarn.
- Parzival (183) starb als Fahnenträger in Spanien.
- Sebastian (181) war Deutschordensherr in Preußen. Er wurde evangelisch. Seine Ehefrau war eine von Braxedin.
- Wiguleus zu Lichtenwald und Adelmannstein (179) war 1526 Domherr zu Regensburg. Er legte 1529 das Amt des Domherrn nieder und wurde 1566 Hauptmann zu Burghausen. 1570 wurde er Vizedom zu Burghausen. 1575 war er Verweser des bayerischen Landmarschallamts. Er starb 1580. Seine erste Ehefrau war Amalie von Thurn, seine zweite Ehefrau war Anna von Machselrain und seine dritte Ehefrau war Elsbeth von Dachsberg.
- Georg (184) war 1529 Domherr zu Passau und Regensburg.
- Benigna (180) war 1543 Äbtissin zu Niedernburg. Sie starb 1546.

#### Siebte Generation (156), (164), (179), (181), (193) und ihre Kinder (1520 bis 1585)
Otto zum Thannstein (156) war 1533 Landrichter zu Amberg. Er starb 1560. Seine erste Ehefrau war Barbara von Frauenberg, seine zweite Ehefrau war Anna von Haslang. Seine Kinder waren:
- Jobst IV. (158) starb als Kind.
- Margarethe (159) war 1540 verheiratet mit Georg von Ebeleben.

Hans zum Thannstein und Trüftelfing (164) wurde für 1548, 1553, 1573 schriftlich erwähnt. Er war herzoglicher Vizedom zu Landshut. Er starb 1573. Seine erste Ehefrau war Susanna von Losenstein, seine zweite Ehefrau war Cäcilia von Seiboltsdorf. Seine Kinder waren:
- Hans hatte aus seiner ersten Ehe drei Söhne, die als Kinder starben.

Wiguleus zu Lichtenwald und Adelmannstein (179) war 1526 Domherr zu Regensburg. Er legte 1529 das Amt des Domherrn nieder und wurde 1566 Hauptmann zu Burghausen. 1570 wurde er Vizedom zu Burghausen. 1575 war er Verweser des bayerischen Landmarschallamts. Er starb 1580. Seine erste Ehefrau war Amalie von Thurn, seine zweite Ehefrau war Anna von Machselrain und seine dritte Ehefrau war Elsbeth von Dachsberg. Seine Kinder waren:
- Parzival zum Lichtenwald und Adelmannstein (191) war erzbischöflicher Salzburgischer Rath. 1582 war er Pfleger zu Kirchberg. Er starb 1585. Seine erste Ehefrau war Catharine von Kuenburg zu Kunegk. Sie starb 1580. Seine zweite Ehefrau war Cordula von Nusdorf.

Sebastian (181) war Deutschordensherr in Preußen. Er wurde evangelisch. Seine Ehefrau war eine von Braxedin. Seine Kinder waren:
- Catharina (185) war verheiratet mit Burkhard VI. von Cramm, Statthalter von Oberhessen in Marburg.
- Anna (186) war verheiratet mit Wolf Heniker.
- Ursula (187) war verheiratet mit Ferdinand von Meklau.
- Sabine (188) war verheiratet mit Thomas von Pialen.
- Sebastian (189) war Rath des Kaisers Ferdinand I. Er starb 1563.
- Balthasar (190) war verheiratet mit einer von Knobelsdorf.

Hans zu Lichtenwald (193) wurde für 1520 und 1527 schriftlich erwähnt. Seine Ehefrau war Veronica Mauthner von Katzenberg. Seine Kinder waren:
- Erhard III. (196) starb unverheiratet.
- Hans Wolf zu Altenthann (195) lebte um 1574. Seine erste Ehefrau war Catharine von Parsberg, seine zweite Ehefrau war eine von Rotenhan und seine dritte Ehefrau war Catharine von Dürnau.
- Andreas (197) lebte um 1579 zu Amberg.

#### Achte Generation (191), (195) und ihre Kinder (1574 bis 1606)
Parzival zum Lichtenwald und Adelmannstein (191) war erzbischöflicher Salzburgischer Rath. 1582 war er Pfleger zu Kirchberg. Er starb 1585. Seine erste Ehefrau war Catharine von Kuenburg zu Kunegk. Sie starb 1580. Seine zweite Ehefrau war Cordula von Nusdorf. Seine Kinder waren:
- Eine Tochter (u) war 1596 verheiratet mit Werner von Plittersdorf.

Hans Wolf zu Altenthann (195) lebte um 1574. Seine erste Ehefrau war Catharine von Parsberg, seine zweite Ehefrau war eine von Rotenhan und seine dritte Ehefrau war Catharine von Dürnau. Seine Kinder waren:
- Regine (198) war 1606 verheiratet mit Hans Wolf Hanold zu Meerwang.
- Otto (199) war der letzte männliche Spross des Geschlechtes der Zenger.